# Alakformálás
A megfelelő alakformáló gépek (kavitácó, lipo lézer, vákuum, zsírfagyasztás) segítségével elért fogyás, alakformálás látványos és gyors. A táplálkozás, a testmozgás valamint a méregtelenítés egyensúlya feltétlenül szükséges a fogyás megőrzéséhez. Kiemelten fontos a megfelelő mennyiségű folyadék fogyasztás a méregtelenítés szempontjából. Ez szükséges ahhoz, hogy a nyirokrendszeren keresztül távozhasson a zsír és a méreganyagok. Garantált a tartós fogyás, viszont az alakformálás során bármely módszer mellett  életmódváltással tudjuk elérni, és fenntartani a kívánt eredményt.
Ezen alakformáló gépekkel (rádiófrekvencia, lipo lézer) kiváló eredmények érhetők el a narancsbőr (cellulit) eltüntetése terén is. A kötőszövet gyengesége az oka a narancsbőr kialakulásának, mely mivel a női szervezet vízvisszatartó képessége nagyobb általában nőknél jelentkezik. Nem feltétlenül társul súlyfelesleg a narancsbőrhöz. A bőr felső rétege összehúzódik és hasonlóvá válik egy narancs héjának felszínéhez, mivel a bőrben található zsírsejtek közül némelyek megduzzadnak, mások pedig nem. Mivel a megduzzadt zsírsejtek nem könnyítik meg a vér áramlását, ezáltal komoly keringési betegségek okozójává válhatnak, így a vénás keringést is negatívan befolyásolja a narancsbőr. A szervezet számára káros anyagok (vegyszerek, stb) a megduzzadt zsírsejtekben gyűlnek össze. A méregtelenítés, kiválasztás fokozásával, a nyirokkeringés aktiválásával ezek kiürülését fokozhatjuk. A megduzzadt zsírsejtek eltávolítására valamit a narancsbőr eltüntetésére az alakformáló gépek optimális megoldást nyújtanak, mind esztétikai, mind pedig egészségügyi szempontból.